# Limma
Das Limma oder Leimma (altgriechisch λεῖμμα ‚Überrest‘) bezeichnet in der Musik bei Euklid (um 300 v. Chr.) den pythagoreischen Halbton. Bei der Teilung des Kanons von Euklid findet man folgende Definitionen mit den „Proportionen“ (= Seitenverhältnissen, entspricht unseren heutigen Frequenzverhältnissen):
- Oktave: {\displaystyle {\frac {2}{1}}}
- Quinte: {\displaystyle {\frac {3}{2}}}
- Quarte = Oktave − Quinte: {\displaystyle {\frac {4}{3}}} [1]
- Ganzton=Quinte − Quarte: {\displaystyle {\frac {9}{8}}}
- Ditonos = 2 Ganztöne: {\displaystyle {\frac {81}{64}}}
- Limma = Quarte − Ditonos: {\displaystyle {\frac {256}{243}}} (Limma {\displaystyle \approx \,\,90{,}22} Cent).

Das Limma ist der diatonische Halbton der pythagoreischen Stimmung. Euklid hatte dieses Zahlenverhältnis aus älteren Quellen übernommen, denn es findet sich bereits in Platons oft zitierten Spätwerk Timaios (Abschnitt Die Erschaffung der Weltseele und ihre Verknüpfung mit dem Weltkörper).    Wobei dem kaum bekannten 6. Fragment des Philolaos zu entnehmen ist, dass die Vorstellung eines Überbleibsels (Limma) bei dem ditonisch-diatonischen Tetrachord bereits vor Platon existierte.
Zur Ergänzung sei noch genannt die
- Apotome = Ganzton − Limma : {\displaystyle {\frac {2187}{2048}}}, der chromatische pythagoreische Halbton (Apotome {\displaystyle \approx \,\,113{,}69} Cent).

Die Apotome ({\displaystyle \approx } 113,7 Cent) ist um ein pythagoreisches Komma ({\displaystyle \approx } 23,5 Cent) größer als das Limma ({\displaystyle \approx } 90,2 Cent).